# Чотири листи фанери
«Чоти́ри листи́ фане́ри» — детективний фільм українського кінорежисера Івана Гаврилюка і російського кінорежисера Сайдо Курбанова. Інша назва фільму: «Чотири листи фанери або два вбивства у барі».

## Сюжет
Журналістка Софія, під час упізнання чоловіка (який помер з коханкою у авто від чадного газу) знайомиться з нахабним капітаном Богданом Мазепою.
Згодом її закріплюють за цим міліціонером для написання статті. У них зароджуються романтичні стосунки, але головну героїню не покидають думки, що її обранець замішаний у криміналі...

## Актори
- Іван Гаврилюк — капітан Богдан Мазепа
- Ольга Сумська — журналістка Софія
- Богдан Ступка — полковник
- Ада Роговцева — мама Мазепи
- Костянтин Степанков — батько Мазепи
- Лариса Удовиченко — Галя з Крижополя
- Борислав Брондуков — кооператор
- Віктор Маляревич — директор
- Сайдо Курбанов — Шухрат
- Ігор Слободський — кавказець
- Зіновій Симчич — Іван
- Йосип Найдук — Філіпенко
- Мирослава Резніченко — секретарка
- Тетяна Баштанова — сестра директора
- Юрій Рудченко — бармен
- Ірина Мельник — Ніна
- Микола Гудзь
- Лесь Задніпровський
- Олена Костянтинівська
- Володимир Костюк
- Валентина Масенко
- Юрій Мисєнков — бармен
- Наталія Плахотнюк